# Benjamin Kriegel
Benjamin Kriegel (* 1988 in Eslohe) ist ein deutscher Koch.

## Werdegang
Nach der Ausbildung ab 2004 im Hotel Haus Hochstein in Eslohe ging er 2007 zum Rheinhotel Vier Jahreszeiten in Meerbusch. 2011 wechselte er zum Restaurant Residence bei Berthold Bühler in Essen (zwei Michelinsterne), 2012 zum Gourmetrestaurant Überfahrt bei Christian Jürgens in Rottach-Egern (drei Michelinsterne). Ab 2014 kochte er im Restaurant Victorian in Düsseldorf.
Im April 2016 wurde er Küchenchef im Restaurant Fritzs Frau Franzi in Düsseldorf, das 2018 mit einem Michelinstern ausgezeichnet wurde.
Im Februar 2022 eröffnete er das Restaurant Pink Pepper im Steigenberger Parkhotel Düsseldorf. Das Restaurant wurde 2023 mit einem Michelinstern ausgezeichnet. Seine Frau Ramona Kriegel war dort Restaurantleiterin, wie bereits im  Restaurant Fritzs Frau Franzi. Im August 2024 wurde es geschlossen.

## Auszeichnungen
- 2018: Ein Michelinstern für das Restaurant Fritzs Frau Franzi in Düsseldorf[4]
- 2023:  Ein Michelinstern für das Restaurant Pink Pepper in Düsseldorf[7]